# Mikroskala von Kolmogorow
Die Mikroskala von Kolmogorow  ist die kleinste Skala bei der Betrachtung der Energiekaskade einer turbulenten Strömung.
Nach Richardson zerlegt man das Spektrum der turbulenten Strömung in drei Wellenlängenbereiche:
- der Injektionsbereich nimmt die Energie auf
- der Inertialbereich transportiert sie und
- im Dissipationsbereich kleinster Wellenlängen wird die Energie durch Reibung in Wärme umgewandelt.

Kolmogorow fand 1941 nicht nur eine universelle Formel für die spektrale Leistungsdichte {\displaystyle P(k)} im Inertialbereich, das sogenannte 5/3-Gesetz:
{\displaystyle P(k)\sim k^{-5/3}}
wobei k die Kreiswellenzahl ist, sondern beschrieb auch den als Mikroskala von Kolmogorow bezeichneten Dissipationsbereich, der nur vom Mittelwert {\displaystyle \epsilon } der Dissipationsrate pro Masseneinheit und von der kinematischen Viskosität {\displaystyle \nu } des Fluids abhängt:
| Kolmogorov-Längenskala           | {\displaystyle \eta =\left({\frac {\nu ^{3}}{\epsilon }}\right)^{1/4}}     |
| Kolmogorov-Zeitskala             | {\displaystyle \tau _{\eta }=\left({\frac {\nu }{\epsilon }}\right)^{1/2}} |
| Kolmogorov-Geschwindigkeitsskala | {\displaystyle u_{\eta }=\left(\nu \epsilon \right)^{1/4}}                 |

In seiner Theorie geht Kolmogorow davon aus, dass die Längenskala für jede turbulente Strömung gleich ist, also nur von {\displaystyle \epsilon } und {\displaystyle \nu } abhängt. Die Definition der Skala kann man mit Hilfe dieser Voraussetzung und einer Dimensionsanalyse erhalten. Da die Dimension der kinematischen Viskosität Länge2/Zeit ist und die Dimension der Dissipationsrate pro Masseneinheit Länge2/Zeit3, erhält man als Kombination, um die Dimension der Zeit zu erhalten, die Beziehung {\displaystyle \tau _{\eta }=(\nu /\epsilon )^{1/2}}.
Wegen der Annahme einer konstanten mittleren Dissipationsrate handelt es sich bei seinem Ansatz um eine Molekularfeldnäherung.